# Парк Нижанківського
Парк Нижанкі́вського — парк-пам'ятка садово-паркового мистецтва місцевого значення в Україні. Розташований у межах міста Стрий Львівської області, при вул. Остапа Нижанківського. 
Площа 1,5 га (початково — 2,5 га). Статус надано згідно з рішенням виконкому Львівської обласної ради від 9 жовтня 1984 року № 495 і рішенням 9-ї сесії 4 скликання Львівської обласної ради № 154 від 03.06.2003 року (скорочення площі). Перебуває у віданні: Стрийський міськкомунгосп, адміністрація парку. 
Статус надано для збереження парку, закладеного 1959 року. Основні породи дерев: липа, ясен, каштан. 
Час від часу парк потерпає від вирубок під будівництво різних об'єктів (житлові доми, церква тощо), через що його площа поступово зменшується — з 2,5 га (2003) до 1,5 га (2018 р.).